# 马斯卡雷尼亚什 (米兰德拉)
马斯卡雷尼亚什是葡萄牙布拉干萨区的一个堂区。总面积28.07平方公里，总人口670人，人口密度23.9人/平方公里。